# Ben Cardin
Benjamin Louis Cardin, mais conhecido como Ben Cardin, (Baltimore, 5 de outubro de 1943) é um advogado e político dos Estados Unidos, sendo Senador pelo estado de Maryland de 2007 a 2025 e membro do Partido Democrata. Antes de sua eleição para o Senado, Cardin foi membro da Câmara dos Representantes, representando o 3º Distrito Congressional de Maryland entre 1987 a 2007.
Cardin foi eleito para suceder Paul Sarbanes na eleição 2006, derrotando o vice-governador republicano Michael Steele, com 54% dos votos, a 44%.

## Biografia
Cardin nasceu em Baltimore, em Maryland filho de Meyer (1907-2005) e Dora Cardin. O nome de família era originalmente Kardonsky antes de ter sido alterado para Cardin por seus avós paternos, que eram imigrantes judeus russos. Seu avô trabalhou em uma mercearia que mais tarde se transformou em um atacado de distribuição de alimentos da empresa. Seu pai, Meyer Cardin foi membro da Câmara de Delegados Maryland entre 1935 a 1937, e mais tarde foi membro do Conselho de Baltimore entre 1961 a 1977.
Cardin e sua família são ortodoxos, com o qual a família tem sido associada há três gerações. Ele se formou em Baltimore City College em 1961 e obteve um Bachelor of Arts grau cum laude, em 1964, da Universidade de Pittsburgh, onde foi membro da Fraternidade Pi Lambda Phi. Ele teve um Juris Doctor da Universidade de Maryland School of Law em 1967.

## Carreira política

### Câmara dos representantes de Maryland
Cardin foi membro da Câmara dos representantes de Maryland entre 1967 até 1986. Eleito pela primeira vez enquanto ainda frequentava a faculdade de direito, ele cumpriu mandato no distrito, que uma vez seu tio Maurice Cardin tinha ocupado, que decidiu não concorrer à reeleição, de modo que seu sobrinho poderia concorrer a vaga. Ele foi presidente do Comitê de Meios e Formas entre 1974 a 1979, e depois disso foi presidente da Câmara até que ele deixou o cargo. Aos 35 anos, ele foi um dos mais jovens presidentes da Câmara dos representantes de Maryland da história. Como presidente, ele estava envolvido com os esforços para a reforma do sistema de imposto sobre a propriedade, a fórmula de financiamento das escolas e os padrões éticos para funcionários eleitos.
Cardin foi eleito deputado estadual em 1966, cargo qual ocupou entre 1967 a 1987, quando foi eleito representante do 3º distrito de Maryland, ocupado por ele entre 1987 a 2007, quando tomou posse do cargo de senador da república dos Estados Unidos.

### Câmara dos representantes dos Estados Unidos

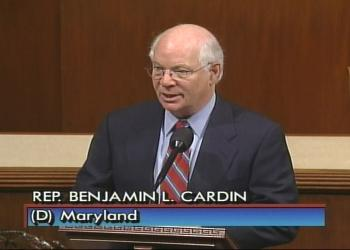
No plenário da Câmara, o representante Ben Cardin solicita a retirada de todas as tropas do Iraque até 2007. Foto tirada em 12 junho de 2006.

Em 1986, a então congressista Barbara Mikulski concorreu para o Senado dos EUA, então Cardin decidiu concorrer para a vaga deixada por Mikulski, representando o 3º distrito do Congresso. Cardin ganhou a nomeação democrata com 82 por cento dos votos e tornou-se deputado nas eleições gerais com 79 por cento dos votos contra um candidato perene, o nrepublicano Ross Z. Pierpont.
Cardin foi reeleito nove vezes, raramente enfrentou uma oposição séria. No censo de 2000, durante o redistritamento, seu distrito foi alterado, passando a adicionar porções significativas do Condado de Anne Arundel, incluindo a capital do estado de Annapolis. Depois disso, sua votação passou de 77% em 1998, para 75% em 2000, 65% em 2002 e 63% em 2004.

### Senador dos Estados Unidos
Em 26 de abril de 2005, Cardin anunciou que iria se candidatar ao Senado dos Estador Unidos para suceder ao atual senador Paul Sarbanes (D-MD), após o anúncio que Sarbanes disse que não iria disputar a reeleição em 2006. Em 12 de setembro de 2006, Cardin enfrentou uma batalha desafiadora na primária democrata, concorrendo com Kweisi Mfume, Rales Josh, F. Dennis Rasmussen, e Allan Lichtman. Cardin ganhou, com 44 por cento dos votos, em comparação aos 40 por cento de Mfume, cinco por cento de Rales, e dois por cento de Rasmussen. Ele foi declarado o vencedor logo após serem apurados dois porcentos dos votos.
Cardin venceu a eleição em 7 novembro de 2006, derrotando o republicano Michael Steele S., com 54 por cento a 44 por cento. Cardin se tornou o terceiro senador eleito a anteriormente ser representante do 3º distrito, sendo que Sarbanes e Mikulski também representaram o distrito.

### Histórico eleitoral
| Ano  | Cargo                | Eleição |  | Cardin          | Partido   | Votos   | %      |  | Oponente          | Partido     | Votos   | %      |  | Oponente               | Partido    | Votos  | %     |
| ---- | -------------------- | ------- |  | --------------- | --------- | ------- | ------ |  | ----------------- | ----------- | ------- | ------ |  | ---------------------- | ---------- | ------ | ----- |
| 1986 | Congresso, MD-3      | Geral   |  | Benjamin Cardin | Democrata | 100.161 | 79,11% |  | Ross Pierpont     | Republicano | 26.452  | 20,89% |  |                        |            |        |       |
| 1988 | Congresso, MD-3      | Geral   |  | Benjamin Cardin | Democrata | 133.779 | 72,9%  |  | Ross Pierpont     | Republicano | 49.733  | 27,1%  |  |                        |            |        |       |
| 1990 | Congresso, MD-3      | Geral   |  | Benjamin Cardin | Democrata | 82,545  | 69.73% |  | Harwood Nichols   | Republicano | 35,841  | 30.27% |  |                        |            |        |       |
| 1992 | Congresso, MD-3      | Geral   |  | Benjamin Cardin | Democrata | 163.354 | 99,98% |  |                   |             |         |        |  |                        |            |        |       |
| 1994 | Congresso, MD-3      | Geral   |  | Benjamin Cardin | Democrata | 117.269 | 70,97% |  | Robert Tousey     | Republicano | 47.966  | 29,03% |  |                        |            |        |       |
| 1996 | Congresso, MD-3      | Geral   |  | Benjamin Cardin | Democrata | 130.204 | 67,31% |  | Patrick McDonough | Republicano | 63.229  | 32,69% |  |                        |            |        |       |
| 1998 | Congresso, MD-3      | Geral   |  | Benjamin Cardin | Democrata | 137.501 | 77,61% |  | Colin Harby       | Republicano | 39.667  | 22,39% |  |                        |            |        |       |
| 2000 | Congresso, MD-3      | Geral   |  | Benjamin Cardin | Democrata | 169.347 | 75,66% |  | Colin Harby       | Republicano | 53.827  | 24,05% |  | Joseph Pomykala, Ph.D. | Libertário | 238    | 238   |
| 2002 | Congresso, MD-3      | Geral   |  | Benjamin Cardin | Democrata | 145.589 | 65,72% |  | Scott Conwell     | Republicano | 75.721  | 34,18% |  |                        |            |        |       |
| 2004 | Congresso, MD-3      | Geral   |  | Benjamin Cardin | Democrata | 182.066 | 63,39% |  | Bob Duckworth     | Republicano | 97.008  | 33,77% |  | Patsy Allen            | Verde      | 4.224  | 2,75% |
| 2006 | MD Senador, Classe 1 | Geral   |  | Benjamin Cardin | Democrata | 965.567 | 54,20% |  | Michael S. Steele | Republicano | 787.352 | 44,20% |  | Kevin Zeese            | Verde      | 27.570 | 1,55% |

## Vida pessoal
Cardin é casado com sua namorado do colegial Myrna Edelman, uma professor, com quem se casou em 24 de novembro de 1964. Eles têm uma filha, Deborah. Seu filho Michael se suicidou em 1998 aos 30 anos. Ele tem duas netas.
Em 2002, o sobrinho de Ben, Jon S. Cardin, se formou na Universidade de Maryland, concorreu a eleição como delegado representando o 11º distrito no oeste do Condado de Baltimore. Depois de Ben anunciou que iria desocupar seu assento no Congresso para concorrer ao Senado dos Estados Unidos, Jon Cardin afirmou que ele estava vendo se concorria ao Congresso, embora ele decidiu concorrer a reeleição na Câmara dos representantes de Maryland.